# Lago Erne
Lough Erne (Del irlandés Loch Éirne que significa “Lago de Ernai”, una de las antiguas tribus Fir Bolg) se refiere a dos lagos conectados entre sí, en Irlanda del Norte, situados a lo largo del río Erne. El río, principalmente situado en el condado de Fermanagh, comienza fluyendo en el norte y se curva al oeste hacia el Atlántico. Es el segundo sistema más grande del lago en Irlanda del Norte y Ulster. El lago que está más hacia el sur está situado en la parte superior del río y por eso se le llamó ‘’Lough Erne Superior’’. El lago norteño es ‘’Lough Erne Inferior’’. Entre los dos lagos se encuentra situada la ciudad Enniskillen.
Entre la parte superior final del río Shannon y el río Erne, existe un canal, llamado canal Shannon-Erne, que permite a los barcos moverse desde el estuario de Shanon en el sureste de Irlanda a través de las tierras centrales del oeste del país, cruzando hacia el noroeste y saliendo hacia el atlántico de nuevo. (Aunque la sección final que da a la parte del lado atlántico de Belleek no es navegable).